# Rom (Eifel)

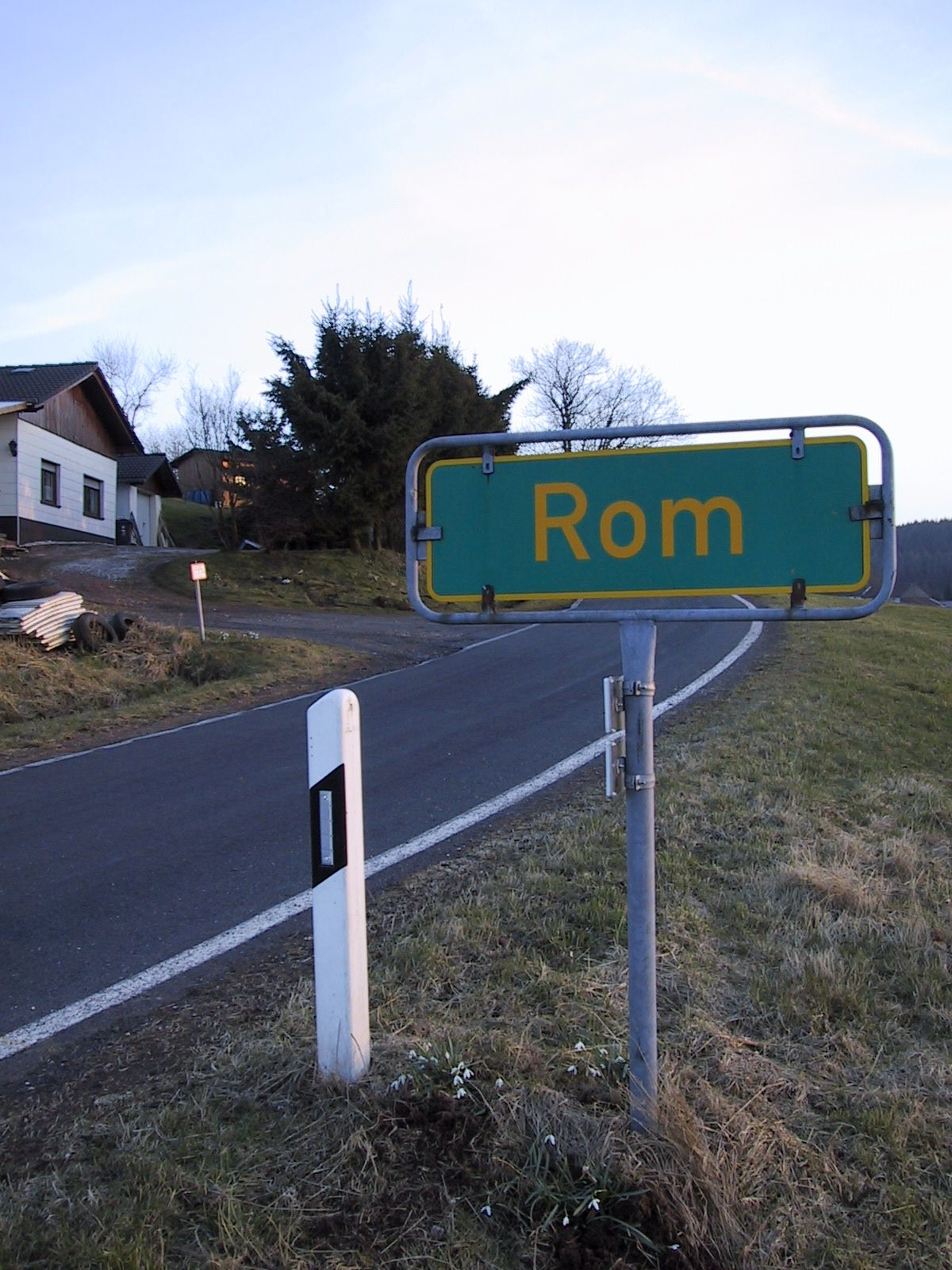
Rom in der Eifel

Rom, auch Romerhof genannt, ist ein Ortsteil der Gemeinde Birresborn im rheinland-pfälzischen Landkreis Vulkaneifel.

## Lage
Der Weiler liegt südöstlich des Ortes Birresborn an der Kreisstraße 77 in einer Entfernung von etwa sieben Straßenkilometern. Östlich von Rom verläuft die Gemeindegrenze zu Salm, der Ort Salm ist knapp zwei Kilometer entfernt. Der Ort liegt im Naturpark Vulkaneifel (Kernzone Salmwald) und gehört zum Landschaftsraum „Salmer Hügelland“ in der Osteifel. Östlich des Orts entspringt die Salm, ein linker Zufluss der Mosel.

## Geschichte
Der Ort wurde erstmals urkundlich im Jahre 1313 unter dem Namen „Royme“ erwähnt. Hartard, Herr zu Schönecken, gestattete seinem Burgmann Ludwig von Tholey das verpfändete Dorf „Royme“ von dem Ritter Richard von Studernheim einzulösen. Im Jahre 1355 versprach Gerhard von Schönecken der Frau Margaretha von Falkenburg (Witwe Hartards von Schönecken) den ungestörten Besitz des von ihr eingelösten Dorfes „Rome“ bei „Birrisporn“, bis er im Stande sein würde, es mit 117 Gulden einzulösen. Die Abtei Prüm hatte hier ein Försterhaus erbaut um welches sich nach und nach einige Hütten ansiedelten.
Der Hof Rom war Eigentum des Konvents der Abtei Prüm und der Weidgang auf seiner Flur wurde seit 1568 regelmäßig an die Gemeinde Salm verpachtet. Infolge von Streitereien zwischen den Hirten von Birresborn und Salm wurde die Grenze der Romer Hofflur gegen das Gemeindeland von Birresborn und Mürlenbach genau festgelegt. Ein Vertrag von 1574 regelte die Eckermast im Busche Rom.
In der kurtrierischen Amtsbeschreibung aus dem Jahre 1788 wurde der Ort „Romerhof“ genannt und gehörte zur Schultheißerei Birresborn im Amt Prüm.
Nach der Einnahme des Linken Rheinufers durch Französische Revolutionstruppen (1794) gehörte Rom bzw. Romerhof von 1798 an zur Mairie Mürlenbach im Kanton Kyllburg, der Teil des Arrondissements Prüm im Saardepartement war. Aufgrund der Beschlüsse auf dem Wiener Kongress kam die Region 1815 an das Königreich Preußen. Unter der preußischen Verwaltung gehörte Rom bzw. Romerhof von 1816 an zur Bürgermeisterei Mürlenbach im neu errichteten Kreis Bitburg im Regierungsbezirk Trier. Der Weiler Rom war auch unter der preußischen Verwaltung der Gemeinde Birresborn zugeordnet. Im Jahr 1843 hatte Rom 51 Einwohner, die in neun Häusern lebten. Alle Einwohner waren katholisch. Schulisch und kirchlich gehörte Rom zu Salm.
Ursprünglich gehörte Rom zur Pfarrei Mürlenbach, später zur Pfarrei Birresborn. Unter der französischen Verwaltung wurde der Ort 1802 der Pfarrei Salm zugeordnet.
Der Ort wurde erst im Jahre 1936 an das Stromnetz angeschlossen. Vor dem Zweiten Weltkrieg hatte der Ort 14 Häuser. Im Jahre 1959 erhielt Rom Wasseranschluss an das Ortsnetz Salm.